# الیهو کاتز

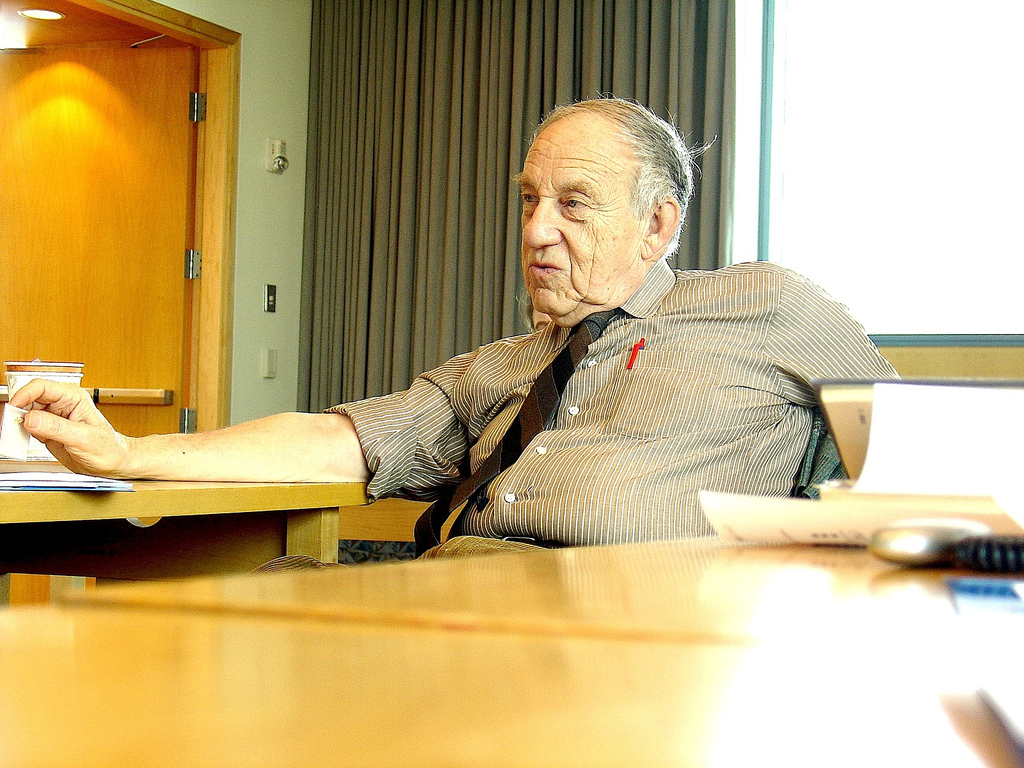

الیهو کاتز (به انگلیسی: Elihu Katz) (زاده ۲۱ مه ۱۹۲۶ – درگذشته ۳۱ دسامبر ۲۰۲۱) یک پژوهشگر آمریکایی اسرائیلی ارتباطات بود. کاتز یکی از اولین نظریه پردازان ارتباطات بود که اعلام کرد مخاطب ممکن است منفعل نباشد و پژوهش‌هایی انجام داد که نشان داد اتفاقا ممکن است مخاطب از رسانه استفاده خود را داشته باشد. این نظریه راجع به چگونگی استفاده افراد جامعه از رسانه‌ها برای ارضای نیازها و خواسته هایشان است به عبارت دیگر پرسشی که این نظریه دنبال می‌کند این نیست که رسانه‌ها چگونه و تا چه اندازه بر افراد اثر می‌گذارند بلکه تاکید و توجه آن به انگیزه‌ها و دلایل افراد در انتخاب تولیدات رسانه هاست؛ بنابراین گفته می‌شود از آنجایی که افراد به دلایل و انگیزهای متفاوت به یک رسانه یا یک محصول رسانه‌ای روی می‌آورند طبیعی است که حتی از یک پیام یا محتوای رسانه‌ای نتایج متفاوتی به دست آورند.